# Serafino Sprovieri
Serafino Sprovieri (ur. 13 maja 1930 w San Pietro in Guarano, zm. 3 stycznia 2018 w Cosenza) – włoski duchowny katolicki, biskup pomocniczy Rossano-Cariati 1978–1980, arcybiskup Rossano-Cariati 1980–1991 i Benewentu 1991–2006.

## Życiorys
Święcenia kapłańskie otrzymał 12 lipca 1953.
11 lutego 1978 papież Paweł VI mianował go biskupem pomocniczym Catanzaro ze stolicą tytularną Themisonium. 9 kwietnia tego samego roku z rąk kardynała Sebastiano Baggio przyjął sakrę biskupią. 31 lipca 1980 mianowany ordynariuszem archidiecezji Rossano-Cariati, a 25 listopada 1991 Benewentu. 3 maja 2006 ze względu na wiek na ręce papieża Benedykta XVI złożył rezygnację z zajmowanej funkcji.
Zmarł 3 stycznia 2018.